# 中树雀
，是雀形目唐纳雀科的一种鸟类。
中树雀体重约16克，翼长约69毫米，嘴峰长约14.6毫米，喙宽度约5.2毫米，喙厚度约8.3毫米，跗蹠长约22.1毫米，尾长约48.9毫米。中树雀在其分布区内为留鸟，其栖息在密集的高大树木组成的森林中，食性为肉食性，主要食物来源是陆生无脊椎动物。
中树雀分布于加拉帕戈斯群岛弗雷里安納島的湿润灌丛。该物种是单型物种，没有亚种分化。